# Eurylaimus
Eurylaimus – rodzaj ptaków z rodziny szerokodziobów (Eurylaimidae).

## Zasięg występowania
Rodzaj obejmuje gatunki występujące w Azji Południowo-Wschodniej.

## Morfologia
Długość ciała 13,5–23 cm; masa ciała 31–87 g.

## Systematyka

### Etymologia
- Eurylaimus (Eurylaemus, Eurylamus, Euryleimus): gr. ευρυς eurus „szeroki”; λαιμος laimos „gardło”[8].
- Platyrhynchos: gr. πλατυρρυγχος platurrhunkhos „szerokodzioby, mający szeroki dziób”, od πλατυς platus „szeroki”; ῥυγχος rhunkhos „dziób”[9]. Gatunek typowy: Eurylaimus horsfieldii Temminck, 1822 (= Eurylaimus javanicus Horsfield, 1821).

### Podział systematyczny
Do rodzaju należą następujące gatunki:
- Eurylaimus javanicus Horsfield, 1821 – szerokodziób purpurowy
- Eurylaimus ochromalus Raffles, 1822 – szerokodziób obrożny